# Калоти
Калотите (Calotes) са род влечуги от семейство Агамови (Agamidae).
Таксонът е описан за пръв път от френския натуралист и зоолог Жорж Кювие през 1816 година.

## Видове
- Calotes andamanensis
- Calotes aurantolabium
- Calotes bachae
- Calotes bhutanensis
- Calotes calotes – Обикновен зелен горски гущер
- Calotes ceylonensis
- Calotes chincollium
- Calotes cristatellus
- Calotes desilvai
- Calotes ellioti
- Calotes emma
- Calotes farooqi
- Calotes geissleri
- Calotes goetzi
- Calotes grandisquamis
- Calotes htunwini
- Calotes irawadi
- Calotes jerdoni
- Calotes kakhienensis
- Calotes kingdonwardi
- Calotes liocephalus
- Calotes liolepis
- Calotes manamendrai
- Calotes maria
- Calotes medogensis
- Calotes minor
- Calotes mystaceus – Индокитайски горски гущер
- Calotes nemoricola
- Calotes nigrigularis
- Calotes nigrilabris
- Calotes nigriplicatus
- Calotes paulus
- Calotes pethiyagodai
- Calotes rouxii
- Calotes versicolor
- Calotes vindumbarbatus
- Calotes zolaiking